# Peter Hermann Münzenberger
Peter Hermann Münzenberger (* 6. Dezember 1803 in Lübeck; † 30. März 1886 ebenda) war ein deutscher evangelisch-lutherischer Geistlicher. Für sein vielfältiges bürgerschaftliches Engagement wurde er 1882 vom Lübecker Senat mit der Gedenkmünze Bene Merenti geehrt.

## Leben
Peter Hermann Münzenberger war ein Sohn des Predigers an St. Jakobi Heinrich Caspar Münzenberger (1764–1831). Er besuchte das Katharineum zu Lübeck bis zum Abitur Michaelis 1822 und studierte Evangelische Theologie an den Universitäten Tübingen und Straßburg. In Straßburg war Johann Georg Dahler, ein Studienfreund seines Vaters, sein Lehrer. Seine Abschlussarbeit von 1825 behandelte kein theologisches Thema, sondern die Frage Was ist der Roman?.
Als Kandidat des Geistlichen Ministeriums kam er nach Lübeck zurück und wurde 1826 Mitglied der Gesellschaft zur Beförderung gemeinnütziger Tätigkeit, wo er bis 1839 immer wieder Vorträge hielt. Nach einer Zeit als Lehrer der in der Wehde eingerichteten Mädchenschule, der Vorgängerin der Ernestinenschule, erhielt er am 3. Februar 1832 die Berufung zum Prediger (Archidiaconus) an St. Marien. Als solcher taufte er am 11. Juli 1875 Thomas Mann.
Auch später noch betrieb Münzenberger in seiner Amtswohnung eine Anstalt zur Ausbildung von Lehrerinnen und veröffentlichte Lehrbücher. Seine Geographischen Tabellen erlebten drei Auflagen bis 1867.
1834 begründete er die Schullehrer-Witwenkasse. Im selben Jahr gehörte er zu den Mitbegründern der Kleinkinderschule. 1837 regte er mit einem Vortrag in der Gemeinnützigen den Aufbau einer Seidenraupen-Zucht in Lübeck an, die jedoch nicht erfolgreich war.
Zu seinem 50. Amtsjubiläum 1882 ehrte ihn der Senat mit der Verleihung der Gedenkmünze Bene Merenti. Im selben Jahr erhielt er auch die goldene Denkmünze der Gesellschaft zur Beförderung gemeinnütziger Tätigkeit. 1884 trat er in den Ruhestand. Eine Wahlpredigt für die Nachfolge den Emeritierten hielt am 20. April 1884 Christian Reimpell in der Marienkirche. Erfolgreicher war Johannes Becker.
Münzenberger war verheiratet mit Emmy, geb. Lau. Ein Sohn des Paares, Ferdinand Hermann Arnold (* 3. August 1846; † 18. August 1924 in Berlin), wurde Architekt. Dessen Pate war Ferdinand Hirt, den Münzenberger finanziell beim  Aufbau seiner Verlagsbuchhandlung in Breslau unterstützt hatte.

## Schriften
- Beleuchtung des Romans: Was ist der Roman, was ist er geworden und was kann er werden. Strassburg 1825.
- Grammatische Schul-Tabellen. Ein Hilfsmittel zur Erleichterung und Beförderung des Unterrichtes in der deutschen Sprache. Lübeck 1825.
- Kurze Übersicht über die 5 Erdteile. Lübeck 1830.
- Wie soll der Christ den Stunden gemeinsamer Prüfung entgegengehen? Eine Predigt, gehalten in der St. Marienkirche. Lübeck: Aschenfeldt 1831[7]
- Nachrichten über die hiesige erste Kleinkinderschule seit ihrer Grúndung nach den Protokollen der Anstalt zusammengestellt. Borchers, Lübeck 1839.
- Geographische Tabellen als Hilfsmittel zum Schulunterricht. Lübeck 1843. (2. Auflage. 1857; 3. Auflage. 1867)
- Materialien zur Übung des Gedächtnisses für die Jugend. Lübeck 1866.
- Geschichts-Kalender: Ein Beitrag zur Unterstützung des Gedächtnisses bei Erziehung und Wiederholung des Unterrichts in der Weltgeschichte versuchsweise zusammengestellt. Als Manuskript gedruckt. Lübeck 1871.